# Patrick Berger
Patrick Berger (* 20. Juli 1992 in Büdingen) ist ein deutscher Sportjournalist.

## Leben
Im Anschluss an das Abitur am Wolfgang-Ernst-Gymnasium im hessischen Büdingen absolvierte Berger zwischen 2011 und 2013 ein Redaktionsvolontariat bei der Gelnhäuser Neuen Zeitung. Dort berichtete er vor allem über den lokalen Handballsport sowie über den Fußball-Bundesligisten Eintracht Frankfurt.
Von 2013 bis 2017 studierte Berger als erster Stipendiat des Verbandes Deutscher Sportjournalisten (VDS) an der Hochschule Macromedia in Hamburg den Studiengang Sportjournalistik. Eine Fachjury, bestehend aus Erich Laaser, Matthias Brügelmann, Frederik Ahrens, Gerd Gottlob und Thomas Horky, wählte ihn aus.
Nach seinem Studium arbeitete er als Journalist, unter anderem für die Bild und Bild am Sonntag.
Zwischen September 2018 und Dezember 2019 arbeitete Berger für die Berliner Zeitung und den Berliner Kurier und war dort hauptsächlich für die Berichterstattung der Fußball-Bundesligisten Hertha BSC und Union Berlin sowie für die deutsche Fußballnationalmannschaft zuständig.
Von Januar 2020 an arbeitete Berger als Chefreporter für Sport1. In dieser Funktion berichtete über die Fußball-Profiklubs in Nordrhein-Westfalen mit Schwerpunkt auf den Ruhrgebiet-Vereinen Borussia Dortmund und Schalke 04 sowie das DFB-Team.
Berger ist regelmäßig in den Sport1-Sendungen Doppelpass, Fantalk und Sport1 News zu sehen.
Ende 2023 wechselte Berger zu Sky Sport Deutschland. Dort ist er unter anderem als Transferexperte in der Sendung Transfer-Update tätig.

## Sonstiges
Berger lebt in Köln. Er ist ehrenamtlicher Botschafter seiner Heimatstadt Büdingen.
Früher spielte Berger aktiv Handball für seinen Heimatverein HC 1968 Büdingen, für den TV Gelnhausen und später für die HG Hamburg-Barmbek. Zudem war er Schiedsrichter des Hessischen Fußball-Verbandes.